# Mallakastër
Mallakastër est une municipalité d’Albanie, appartenant à la préfecture de Fier. Sa population est de 25 062 habitants en 2011.